# Episodi di Arrested Development - Ti presento i miei (remix della quarta stagione)
Il remix della quarta stagione della serie televisiva Arrested Development - Ti presento i miei è stata pubblicata su Netflix il 4 maggio 2018.
Il creatore della serie Mitchell Hurwitz ha rimontato la quarta stagione con il titolo "Remix della stagione 4: Conseguenze disastrose" al fine di rendere più lineare la trama della quarta stagione, che aveva ricevuto diverse critiche per la sua narrazione complessa.
Con questo remix la serie ritrova il formato delle prime stagioni, con 22 episodi che hanno una durata di 20 minuti circa.
Per l'occasione la stagione è stata ridoppiata, lo si può notare dal fatto che qui Tobias è doppiato da Stefano Billi e Lucille Austero è doppiata da Anna Cugini.
| n° | Titolo originale           | Titolo italiano              | Pubblicazione USA | Pubblicazione Italia |
| -- | -------------------------- | ---------------------------- | ----------------- | -------------------- |
| 1  | Re Cap'n Bluth             | Captain Bluth                | 4 maggio 2018     | 4 maggio 2018        |
| 2  | Three Half Men             | Tre uomini a metà            | 4 maggio 2018     | 4 maggio 2018        |
| 3  | A Couple-A New Starts      | Nuovi inizi                  | 4 maggio 2018     | 4 maggio 2018        |
| 4  | Just Deserters             | Disertori                    | 4 maggio 2018     | 4 maggio 2018        |
| 5  | A Trial Run                | Il processo                  | 4 maggio 2018     | 4 maggio 2018        |
| 6  | The Parent Traps           | Le trappole dei genitori     | 4 maggio 2018     | 4 maggio 2018        |
| 7  | One Degree of Separation   | Un grado di separazione      | 4 maggio 2018     | 4 maggio 2018        |
| 8  | The Weak Become the Strong | Il debole diventerà il forte | 4 maggio 2018     | 4 maggio 2018        |
| 9  | Modern Marvels             | Meraviglie moderne           | 4 maggio 2018     | 4 maggio 2018        |
| 10 | Recurring Dreams           | Sogni ricorrenti             | 4 maggio 2018     | 4 maggio 2018        |
| 11 | Fun Night                  | Bella serata                 | 4 maggio 2018     | 4 maggio 2018        |
| 12 | Moving Pictures            | Immagini in movimento        | 4 maggio 2018     | 4 maggio 2018        |
| 13 | Get on Up                  | Salta su                     | 4 maggio 2018     | 4 maggio 2018        |
| 14 | What Goes Around           | Chi semina vento...          | 4 maggio 2018     | 4 maggio 2018        |
| 15 | Locked and Loaded          | Belli carichi                | 4 maggio 2018     | 4 maggio 2018        |
| 16 | Mixed Messages             | Messaggi confusi             | 4 maggio 2018     | 4 maggio 2018        |
| 17 | Dire Straights             | In difficoltà                | 4 maggio 2018     | 4 maggio 2018        |
| 18 | Turning on Each Other      | Uno contro l'altro           | 4 maggio 2018     | 4 maggio 2018        |
| 19 | Fast Company               | L'allegra compagnia          | 4 maggio 2018     | 4 maggio 2018        |
| 20 | Cinco de Cuatro I          | Cinco de Cuatro: Parte 1     | 4 maggio 2018     | 4 maggio 2018        |
| 21 | Cinco de Cuatro II         | Cinco de Cuatro: Parte 2     | 4 maggio 2018     | 4 maggio 2018        |
| 22 | Cinco de Cuatro III        | Cinco de Cuatro: Parte 3     | 4 maggio 2018     | 4 maggio 2018        |